# Lomographa araeophragma
Lomographa araeophragma är en fjärilsart som beskrevs av Louis Beethoven Prout 1934. Lomographa araeophragma ingår i släktet Lomographa och familjen mätare. Inga underarter finns listade i Catalogue of Life.